# Fazer (Unternehmen)

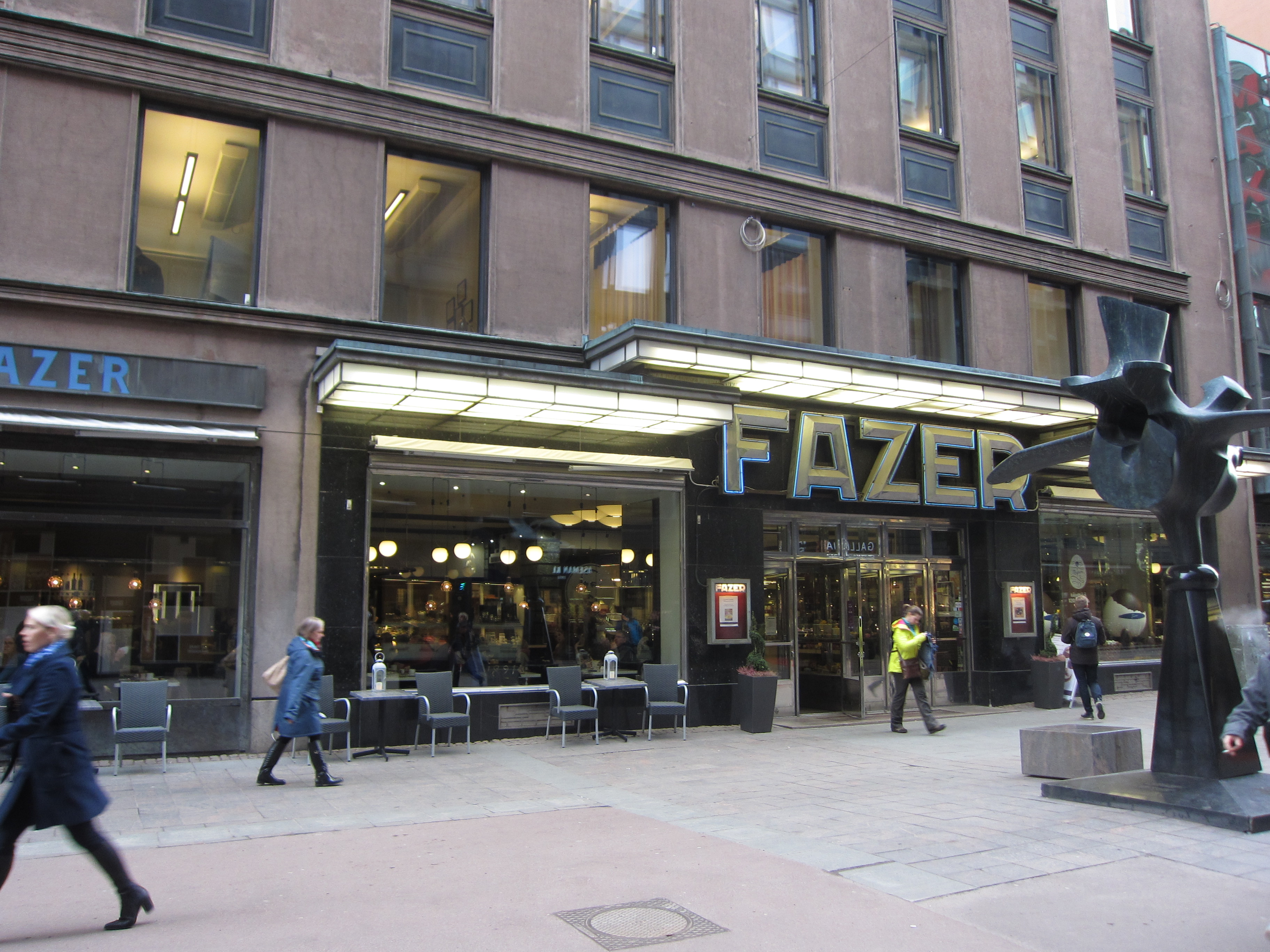
Café Fazer in Helsinki, rechts die 1991 aufgestellte Skulptur Fazerin kukko

Fazer ['fɑtsɛr] ist ein finnisches Unternehmen, dessen Name in ganz Skandinavien, aber auch in den baltischen Ländern, Polen, Russland sowie Großbritannien eine bekannte Marke für Tafelschokolade, Schokoriegel, Pralinen und andere Nahrungsmittel ist.
In Deutschland ist sie eher weniger bekannt, wurde bis 2013 von dem Unternehmen Brandt vertrieben und ist in auf Edelschokolade spezialisierten Fachgeschäften oder gut sortierten Supermärkten erhältlich. Vor allem die seit 1922 gefertigte klassische Schokolade Fazerin Sininen (Fazer’s Blue, deutsch „Fazers Blaue“) in der charakteristischen blauen Verpackung ist in Finnland seit Generationen populär und gehört nach Einschätzung vieler Finnen bis heute zur finnischen Identität wie etwa die Salmiakpastillen salmiakki, ebenfalls seit 1938 von Fazer produziert.
Kreiert wurde die Marke Ende des 19. Jahrhunderts in Helsinki von dem aus der Schweiz stammenden Bäcker, Konditor und Chocolatier Karl Fazer. Dieser hatte 1891 in der Innenstadt von Helsinki ein russisch-französisches Café eröffnet, das noch immer besteht, und drei Jahre später mit der Produktion und Vermarktung eigener Schokoladenerzeugnisse und weiterer Süßigkeiten begonnen. Das Unternehmen expandierte bis Ende der 1930er Jahre vor allem nach der nationalen Unabhängigkeit Finnlands von Russland 1917 kontinuierlich, eine finnisch-englische Keksfabrik, Bäckereien, Restaurants sowie erste Verkaufsstellen in Schweden kamen hinzu.
Während des Zweiten Weltkrieges produzierte Fazer Makkaroni und Kekse für die finnische Armee. Ab den 1950er Jahren betrieb das Unternehmen mehrere Brotfabriken, später auch eine Mühle. In den 1970er Jahren stieg es im großen Stil in das in Finnland aufblühende Catering-Geschäft u. a. für Schulen, Unternehmen und Behörden ein und betrieb und übernahm mehrere Kantinen. Das Backwarengeschäft, insbesondere im Marktsegment Roggenbrot, wurde ausgeweitet. Das traditionelle Schokoladengeschäft wurde zunehmend eine Randerscheinung innerhalb der Fazer-Gruppe.
Ab den 1990er Jahren kamen Niederlassungen, Zusammenschlüsse und die Übernahme anderer Unternehmen, u. a. in Polen, Russland und Großbritannien, hinzu, außerdem eine Café-Kette. Vor dem Café in Helsinki steht seit 1991 zudem eine von Fazer an die Stadt Helsinki gespendete Skulptur namens Fazerin kukko.
Heute operiert die Fazer-Gruppe, als Oy Karl Fazer Ab bis heute ein Familienunternehmen, in den drei Geschäftsbereichen Catering (Fazer Amica, mehrheitlich in Finnland und Schweden), Bäckereigeschäft (Fazer Bakeries, mehrheitlich in Finnland und Russland) sowie Süßigkeiten und Gummibonbons (Candy King, mehrheitlich in Schweden und Norwegen). Fazer beschäftigte 2008 über 15.800 Mitarbeiter und setzte dabei 1.159 Mio. Euro um.
Die Schokoladenabteilung fusionierte 2000 mit dem schwedischen Hersteller für Schokolade und Süßwaren Cloetta zu Cloetta Fazer AB. Markenname und Logo Fazer für die traditionellen Schokoladenprodukte und die salmiakki blieben allerdings erhalten. Am 16. Juni 2008 wurde bekanntgegeben, dass die Fusion mit Cloetta aufgehoben wird und Fazer wieder als eigenständiges finnisches Familienunternehmen geführt werden wird.
Aufgrund des Russischen Überfall auf die Ukraine 2022 veräußerte Fazer ihre russische Tochterfirma an die Bäckerei Kolomenskij. Am Ende desselben Jahres begann das Unternehmen seine Produkte auch auf dem indischen Markt zu verkaufen.
In Singapur verkaufte das Unternehmen 2024 eine limitierte Anzahl an Schokoladentafeln mit Solein, einem Protein aus Kohlendioxid, Mikroorganismen, Wasserstoff und Luft.

## Traditionelle Produkte der MarkeFazer
- Mignon-Ei (seit 1896)
- Wiener Nougat (seit 1904)
- Geisha (seit 1908)
- Fazers Blaue (seit 1922)
- Grüne Marmelade-Kugeln (seit 1929)
- Salmiakki (seit 1939)
- Dumle (seit 1949)
- Fazermint (seit 1963)
- Tyrkisk Peber (Türkisch Pfeffer) (seit 1977)